# Ekaterina Seliverstova
Ekaterina Seliverstova, née le 17 mars 1984 à Moscou, est une nageuse russe, pratiquant la nage en eau libre.

## Biographie
Elle décroche sa première médaille mondiale à Melbourne, lors des Championnats du monde de natation 2007 ; dans l'épreuve disputée des 5 km, elle termine seconde à 2 s 03 du vainqueur, sa compatriote Larisa Ilchenko.
En 2008, elle termine deuxième des Championnats du monde de nage en eau libre, toujours dans l'épreuve du 5 km.
En 2009, elle se classe deuxième de l'épreuve de nage en eau libre de 10 km, devancée de neuf dixièmes par la Britannique Keri-Anne Payne.
Le 4 août 2010, elle est sacrée championne d'Europe des 5 km en eau libre à Budapest.